# Trevor Allan
Pour les articles homonymes, voir Allan.
Trevor Allan, né le 26 septembre 1926 à Bathurst (Nouvelle-Galles du Sud en Australie) et mort le 27 janvier 2007 à  Sydney, est un joueur de rugby à XV et de rugby à XIII australien évoluant au poste de centre au plus haut niveau.

## Biographie
Trevor Allan commence sa carrière au rugby à XV avec le club de Gordon, près de Sydney. Il est sélectionné en équipe d'Australie pour partir en tournée en Grande-Bretagne en 1947-1948 et il devient le deuxième plus jeune capitaine Wallabie, après Jimmy Flynn qui avait juste 20 ans en 1914. Les Wallabies de 1947-1948 marquent l’histoire car ils restent la première et seule équipe australienne à garder inviolé leur en-but. Ils l'emportent sur l’Écosse 16-7, l’Irlande 16-3, ils perdent contre le pays de Galles 6-0, ils gagnent l’Angleterre 11-0, et ils n’encaissent aucun essai lors de ces quatre matchs. Trevor Allan joue 15 Tests, dont une série de 10 consécutifs. Il est bon en attaque, un capitaine inspiré, mais sa plus grande qualité est sa capacité à plaquer en défense.
En 1950, il change de code et passe à XIII pour évoluer dans le club de Leigh. C'est une énorme surprise. Il fait 97 apparitions sous le maillot de Leigh en deux ans, inscrivant 52 essais.

## Statistiques

### Rugby à XV
- Nombre de tests avec l'Australie : 15
- Tests par saison :
- Points en tests :